# پوشاک بلوچی
پوشاک سنتی بلوچی (بلوچی: جامگ، پوچ) برگرفته از تحولات تاریخی بزرگ بلوچستان و میراث قومی و هویت مردم بلوچ است.

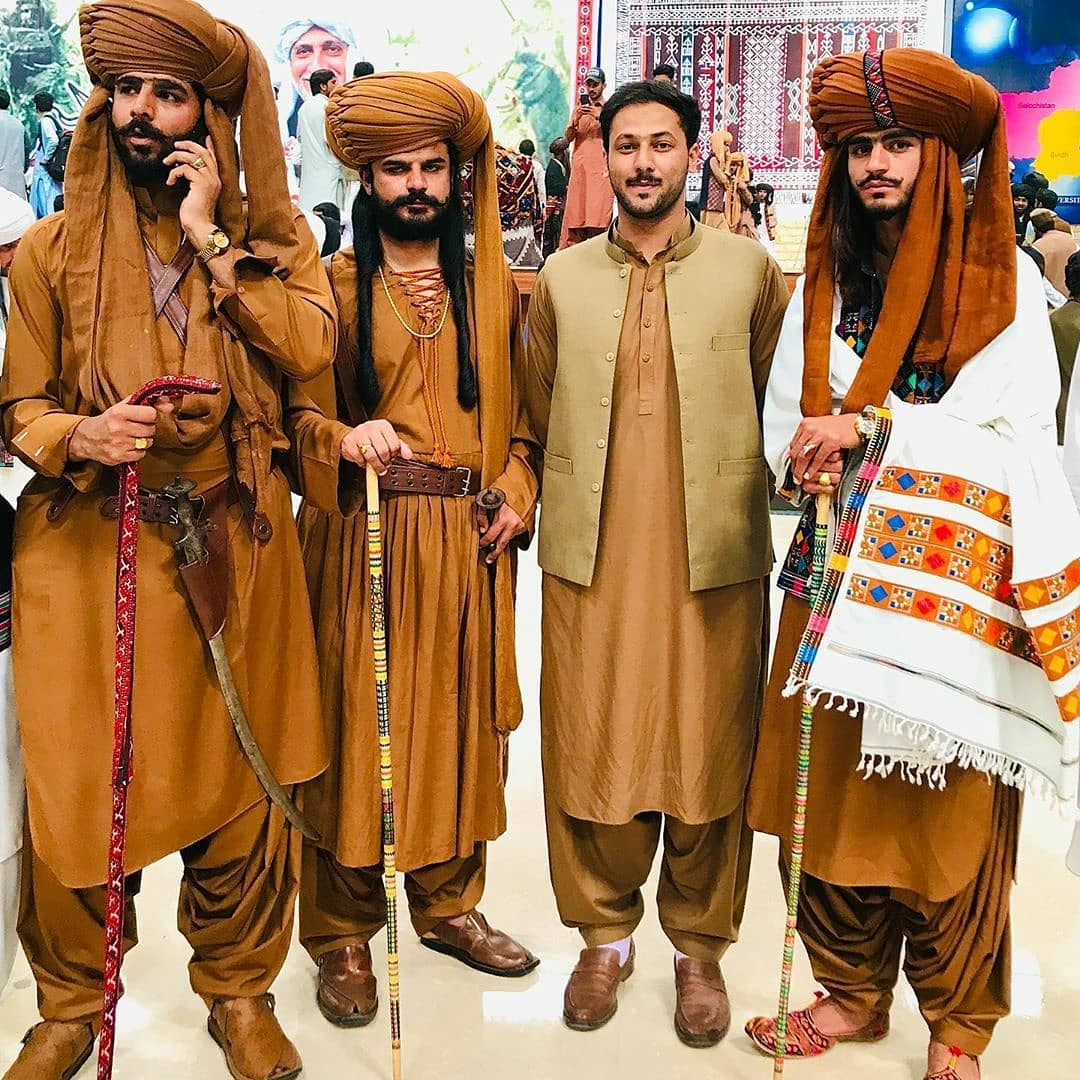
پوشش چند مرد بلوچ

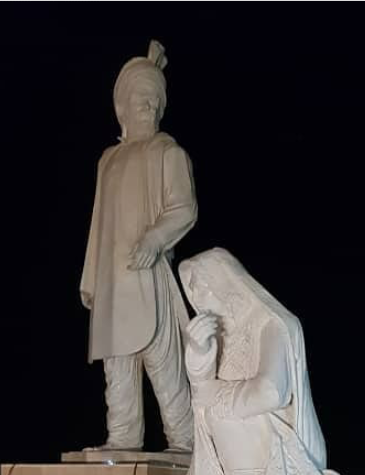
مجسمه مرد و زن بلوچ با پوشش بلوچی - حوالی زاهدان

پوشش مردم بلوچ از سبک‌های مختلف پاجامک، پاگ، کفش، سربند و … تشکیل شده است. تزیینات سوزن‌دوزی بلوچی بر روی لباس‌ها یک سنت در فرهنگ بلوچی است که شامل کلاه بلوچی، جلیقه، کمربند، کیف زنانه، کیف‌های شانه ای و بسیاری موارد دیگر می‌شود.

## پیشینه
لباس از جمله ارزش‌های فرهنگی است که مردم بلوچ را از دیگر مردمان متمایز می‌کند. لباس بلوچی و نگهداری شخصی بسیار شبیه به شیوه اشکانیان است.
لباس زنان و مردان بلوچ قدمتی بسیار دیرینه دارد. لباس بلوچ‌ها بر گرفته از لباس پارت‌ها و اشکانیان است به‌خصوص شلوار مردان بلوچ
همانند شلوار اشکانیان بسیار گشاد و پرچین است اما در نزدیک دمپا یا پاچه تنگ می‌شود و با چرخشی سبب چین‌هایی در آن می‌شود.
سوزن دوزی بلوچی یا بلوچی دوزی که بر روی لباس زنانه بلوچی استفاده می‌شود در برخی از منابع زمان شروع این هنر ۱۰۰ تا ۲۰۰ سال پیش از اسلام و شواهد موجود حاکی ازآن است که این شیوه دوخت از اوایل اسلام در میان قوم بلوچ رایج بوده و در دورة ایلخانی و به خصوص دوره‌های تیموری و صفوی به اوج خود رسیده است.
لباس بلوچی تحت تأثیر شرایط آب و هوایی منطقه بلوچستان برگرفته از نیاکانشان و با توجه به شرایط آب و هوایی و اقلیمی سازگار به‌وجود آمده است.

## لباس مردان
پوشش مردان بلوچ از چند بخش تشکیل شده است: پاگ (عمامه)، مسر (دستمال سر)، کلاه سوپی (عرق‌چین)، چکن دوز، لنگ، کرو، پاجامک (شلوار گشاد)، سرین‌بند (کمربندی برای شلوار) و کوش (کفش چرمی).
مردان بلوچ لباسی به نام جامه یا جامگ که معمولاً به رنگ سفید وسایر رنگ ها که پر پرچین است می‌پوشند. از دو بخش تشکیل شده است؛ یکی لباس بالاتنه و دیگری دامن گشاد تا زانو. شلوار (شالوار) تقریباً 2 تا 10 متر است.
سربند یاپاگ یا لنگوته پارچه ای گرد که مردان بلوچ بر سر می‌بندند. حدود ۱۰ متر طول و نیم متر عرض دارد که یک سر آن را از پشت سر تا حدود کمر می‌آویزند و سر کوتاهتر را مانند تاجی بر بالای عمامه در لای پاک استوار می‌کنند.
مسر یا دستمال سر - شبیه عمامه می‌بندند، ولی نه به آن نظم و بزرگی
سرپوش مردان به شکل قایق است که از پوست بره دوخته می‌شود و مخصوص افراد مرفه و دامادها است. نوع دیگر سرپوش، کلاه نخی است که از پارچه نخی دوخته می‌شود و روی آن را برای زیبایی با نقوش گوناگون سوزن‌دوزی می‌کنند.
چکن دوز کلاه دست دوزی شده اعیانی که این نوع کلاه از جنس پارچه است که روی آن سوزن‌دوزی می‌کنند.
جامگ، پیراهن مردانه است. دارای آستین بلند و مچ
دار و یقه برگردان است و چاکی نسبتاً بلند در دو پهلو دارد.
دو نوع جامگ بلوچی داریم بلوچی دامن دار و چاک دار. که لباس پرچین دامن دار را بیشتر در مراسمات میپوشند.
لنگ، پارچهٔ مستطیل شکلی که مردان روی دوش می‌اندازند، به دور گردن آویخته و به‌جای
حوله و جا نماز از آن استفاده می‌کنند. روی آن سوزن‌دوزی و نقشبندی می‌کنند.
شال، کت پشمی که زمستان می‌پوشند.
کرو، جوراب پشمی که زمستان می‌پوشند.
تن‌پوش مردان به شکل لنگ از پارچه مستطیل شکلی تشکیل شده که آن را بر روی دوش می‌اندازند. گاهی آن را مانند عمامه به سر می‌بندند.
شلوار مردانه را پاجامک می‌نامند. افراد مرفه آن را بسیار گشاد می‌دوختند به گونه‌ای که گاهی برای دوخت به ۳۵ متر پارچه نیاز بود.
پیراهن مردانه، کرته یا چارتکه نامیده می‌شود که آستین آن معمولاً مچ دارد. قد پیراهن در گذشته تا سر زانو بود، اما بلندی آن اکنون به ۱۰ تا ۱۵ سانتی‌متر زیر زانو می‌رسد.

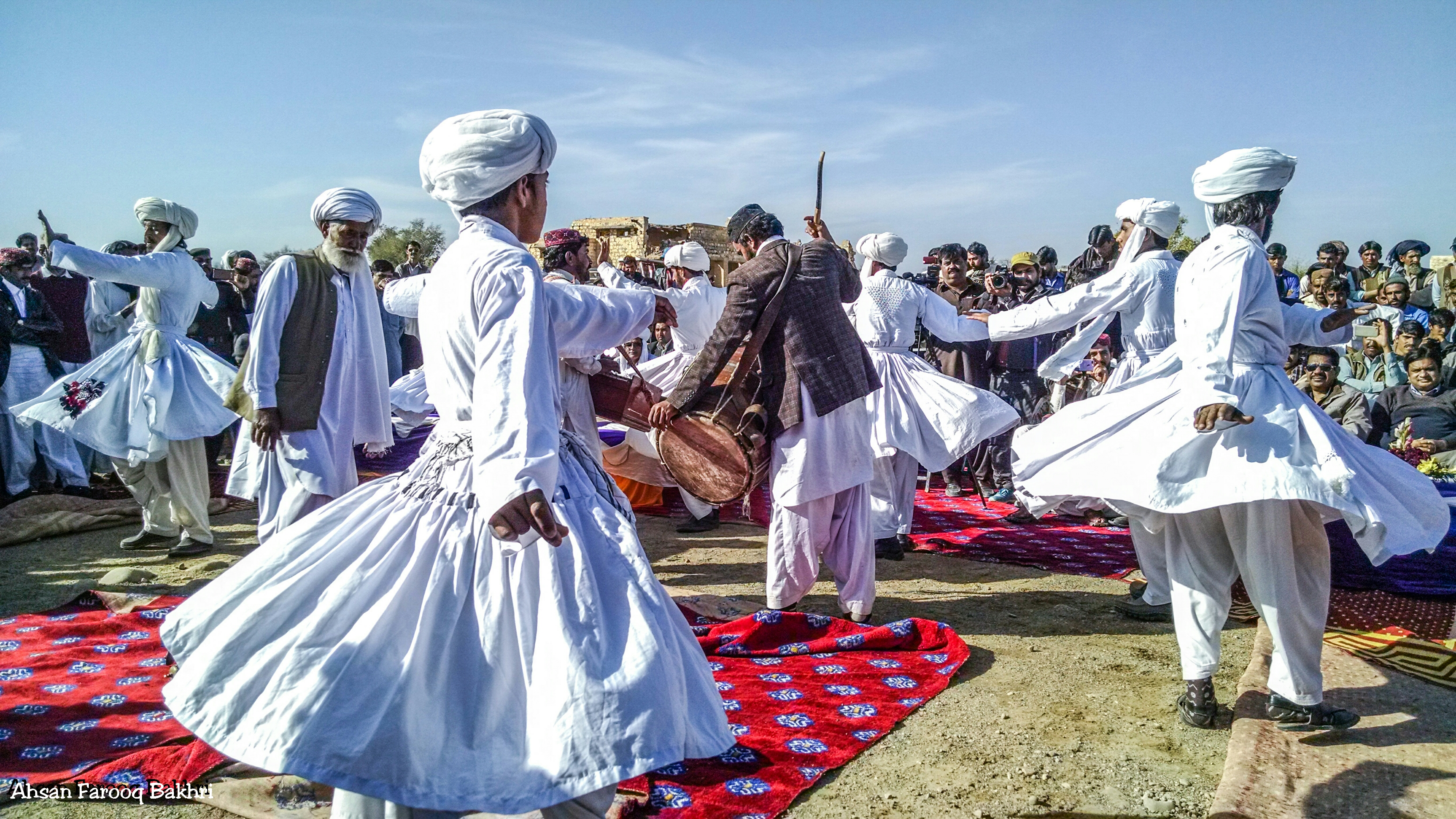
رقص بلوچ ها با لباس سنتی و قدیمی قبل از تاریخ معاصر، به مناسبت روز فرهنگ بلوچ
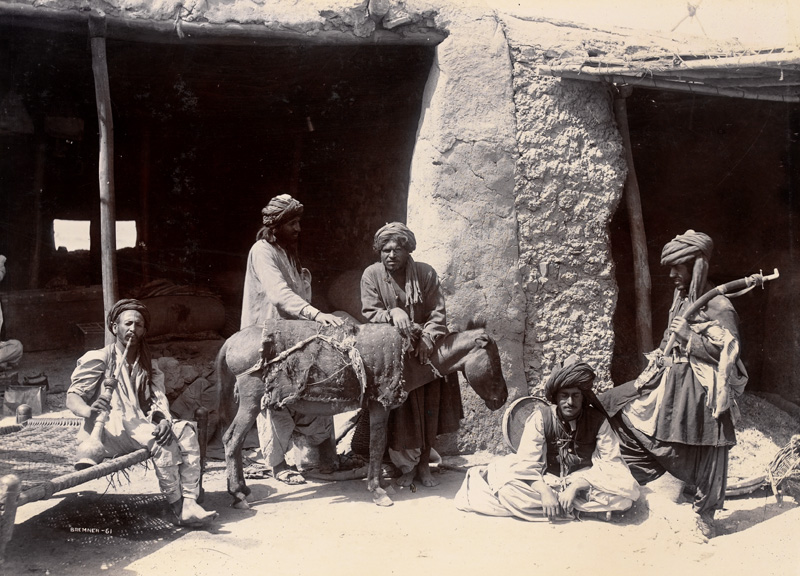
تصویر تاریخی از بلوچ های کویته با پوشش سنتی و قدیمی بلوچی قبل معاصر لباس بلوچی، کویته، ۱۸۶۷
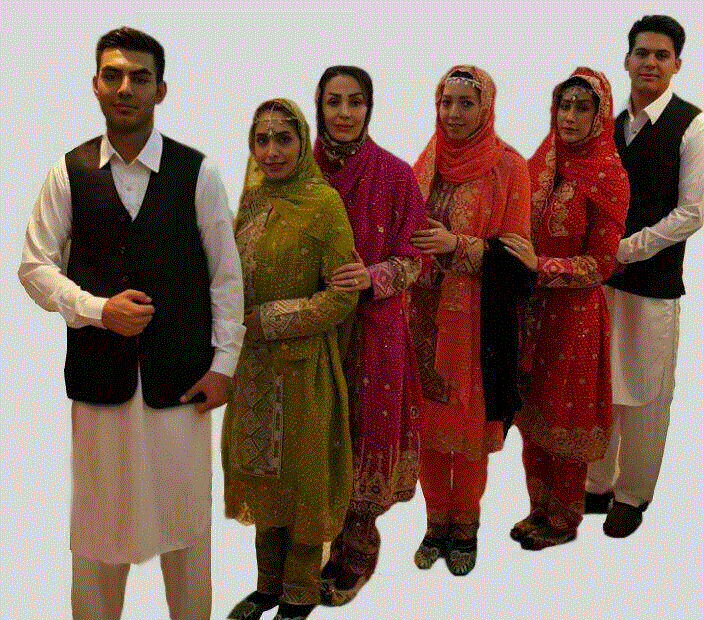
پوشاک بلوچ
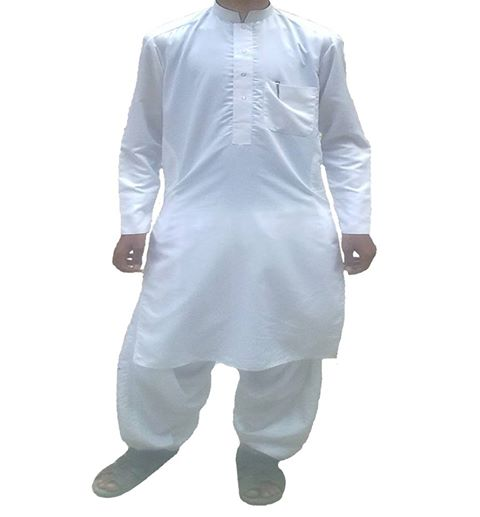
لباس مردانه بلوچی
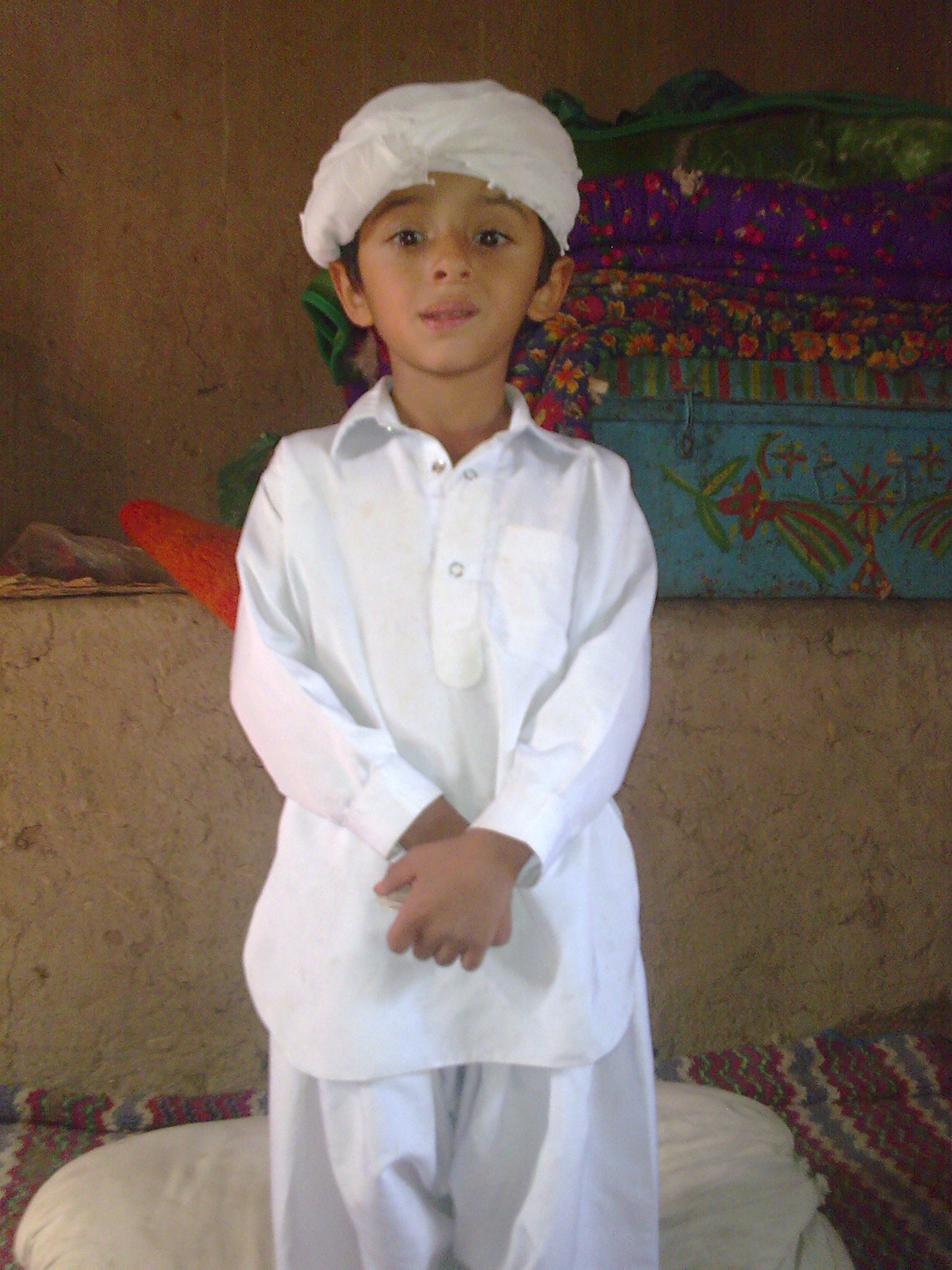
کودک بلوچ در لباس بلوچی
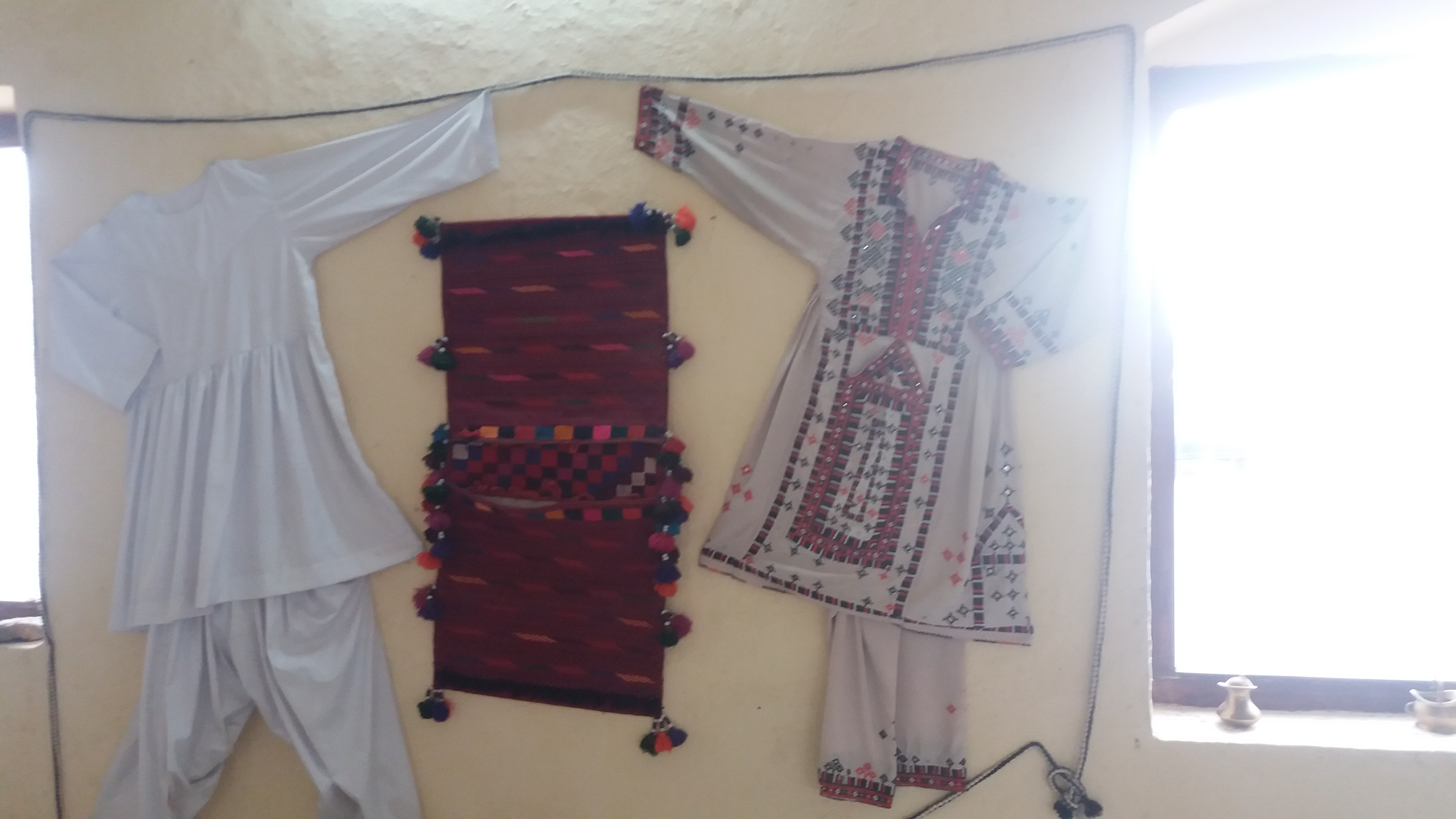
لباس سنتی بلوچی

## لباس زنان
اصلی‌ترین عنصر لباس بلوچی زنانه سوزن‌دوزی و اصلی‌ترین عنصر سوزن‌دوزی، طرح‌ها و نقوشی هستند که روی پارچه دوخته می‌شوند. این طرح‌ها شامل نقوش انسانی، حیوانی، گیاهی و هندسی بوده و از میان آن‌ها نقوش هندسی متنوع‌تر از سایر طرح‌ها است و به وفور در سوزن‌دوزی‌های این منطقه یافت می‌شوند. گاهی بانوان بلوچ برای ایجاد تنوع، بر اساس ذوق و قریحه درونی خود تغییراتی ایجاد می‌کنند مانند زنجیر دوزی با نخ ابریشم؛ اما اصل طرح و نقشه همان طرح‌های ثابت همیشگی است.
نقش‌های ظریف‌تر را خودکار و نقش‌های درشتی که مرغوبیت نوع اول را ندارند، توئی می‌نامند.
پیش سینه (یقه)، پاندول یا گوامتان (جیب لباس)، آستین یا سرآستین، پادک یا پانچک (دمپای شلوار) مهم‌ترین بخش‌های لباس برای سوزن‌دوزی هستند. گاهی در سوزن‌دوزی از آینه هم برای تزئین بیشتر استفاده می‌شود.
لباس زنانه بلوچی شامل پنج بخش مختلف است. این لباس معمولاً همراه با جواهرات مختلفی مانند گوشواره، سینه‌رویز و دست‌بند و… که آن‌ها دارای طرح‌های خاص بومی منطقه هستند، پوشیده می‌شود.
لباس بلوچی زنان شامل موارد زیر است:
پاجامک: نوعی شلوار گشاد و چین‌دار است. معمولاً افراد متمول آن را گشادتر می‌دوزند.
تکو: چارقد زنانه است.
مهنا(مقنعه): این سرپوش ابریشمی و رنگین بسیار زیبا و چشمگیر است.
سریگ: نوعی روسری بزرگ به شکل مستطیل است که با پریوال‌دوزی تزئین می‌شود.
پاپوش: بانوان بلوچ از چهار نوع کفش به نام‌های سواس، موچی، کتوک و تک‌کول استفاده می‌کنند. 
کفش بومی که از لیف گیاه صحرایی به نام " پورگ " تهیه می شود ، دو نوع کفش دیگر نیز دارند که یکی از نوع صندل و چرمی و دیگری کفشی است از پاشنه چرمی و رویه زربفت و گلدوزی شده دارد.
سواس: نوعی دمپایی که از درخت یا از پورگ تهیه می‌شود.
قبا یا ساد که حاشیه‌های لبه آن ممکن است دوخت داشته باشد(+ آستین بلند + یقه گرد و بدون برگردان + می‌تواند در جلوی کمر با دکمه بسته شمد) با این حال اکثراً جلو باز استفاده می‌شود(+ پایین و از دو پهلو به اندازه ۱۰ سانتی‌متر از طرفین چاک دارد.
موچی: نوعی کفش که به هنگام راه رفتن صدا می‌دهد.
کتوک: نوعی کفش که تخت آن چوب و با روکار کاموا در پا محکم می‌شود.
تک کول: این کفش از درختچه‌ای به نام داز تهیه می‌شود و به شکل سواس می‌باشد.
سربند: گل طلایی نگین دار که به پیشانی می‌آویزند.

پولوه، گل طلایی که به پره وسط بینی می‌آویزند.
کپگ یا خفتان، که به دور گردن چسبیده و مجموعه ای است از نیم کره‌های طلایی نگین دار، یا بی نگین، که بر روی یک رشته زنجیر طلایی با پارچه وصل شده است.
کید، حلقه یا زنجیر طلایی که بالای پیشانی، روی موی سر می‌بندند.
مزبری، بازوبند طلا یا نقره. اسم انواع دیگرش: گب و باهوبندسنگک، دستبند یا النگو
مهتاب نوروزی سوزن دوز چیره‌دست بلوچ ایرانی بود که به خاطر منسوجات و پوشاک زنانه شهرت داشت.

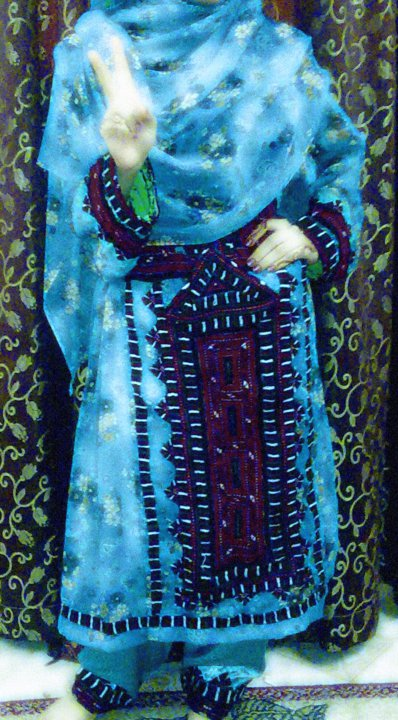
لباس سنتی بانوی بلوچ
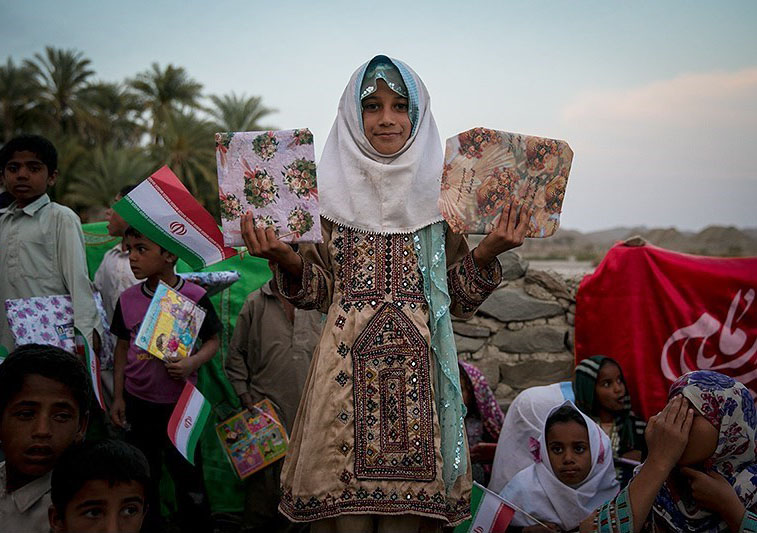
دانش آموز دختر بلوچ
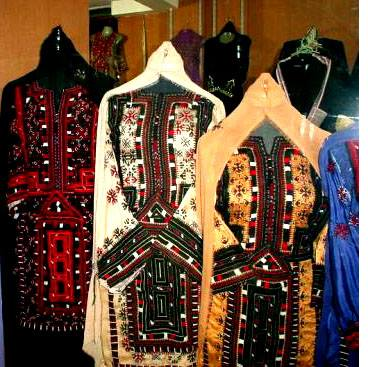
لباس سوزندوزی بلوچی
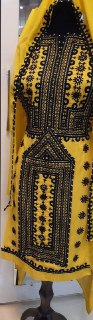
لباس بلوچی همراه با بلوچی دوزی
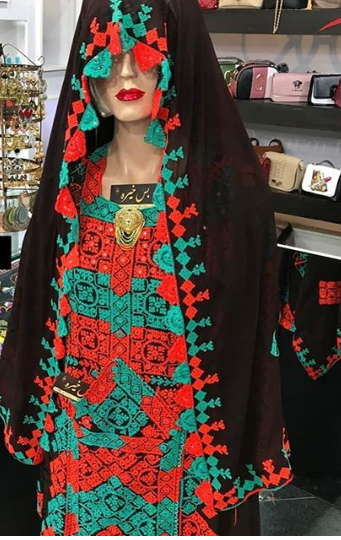
لباس زنانه بلوچی
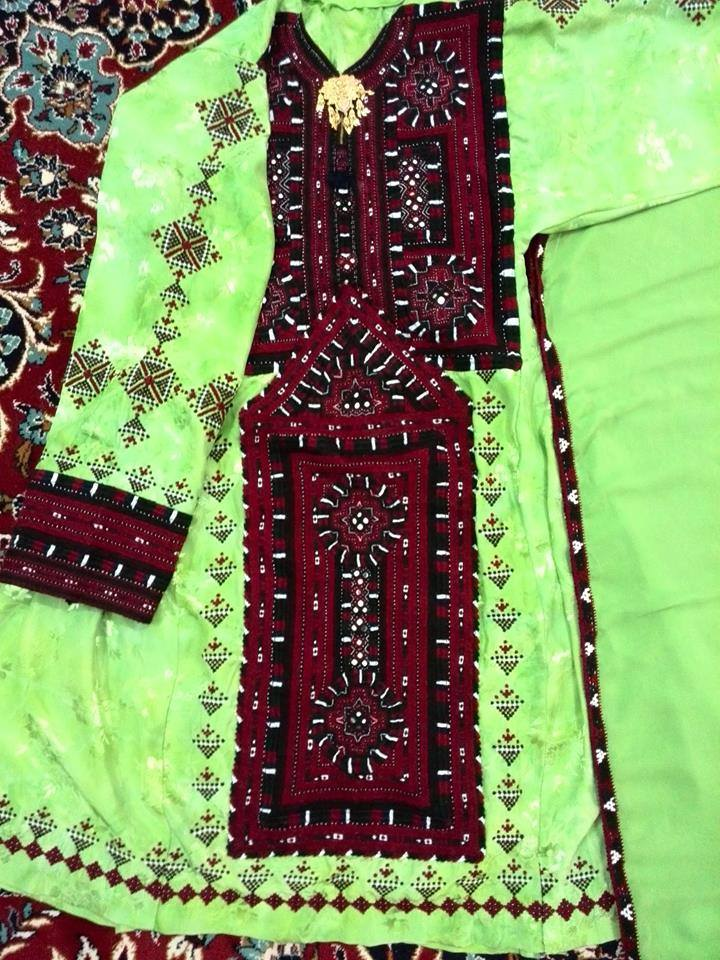
لباس بلوچی
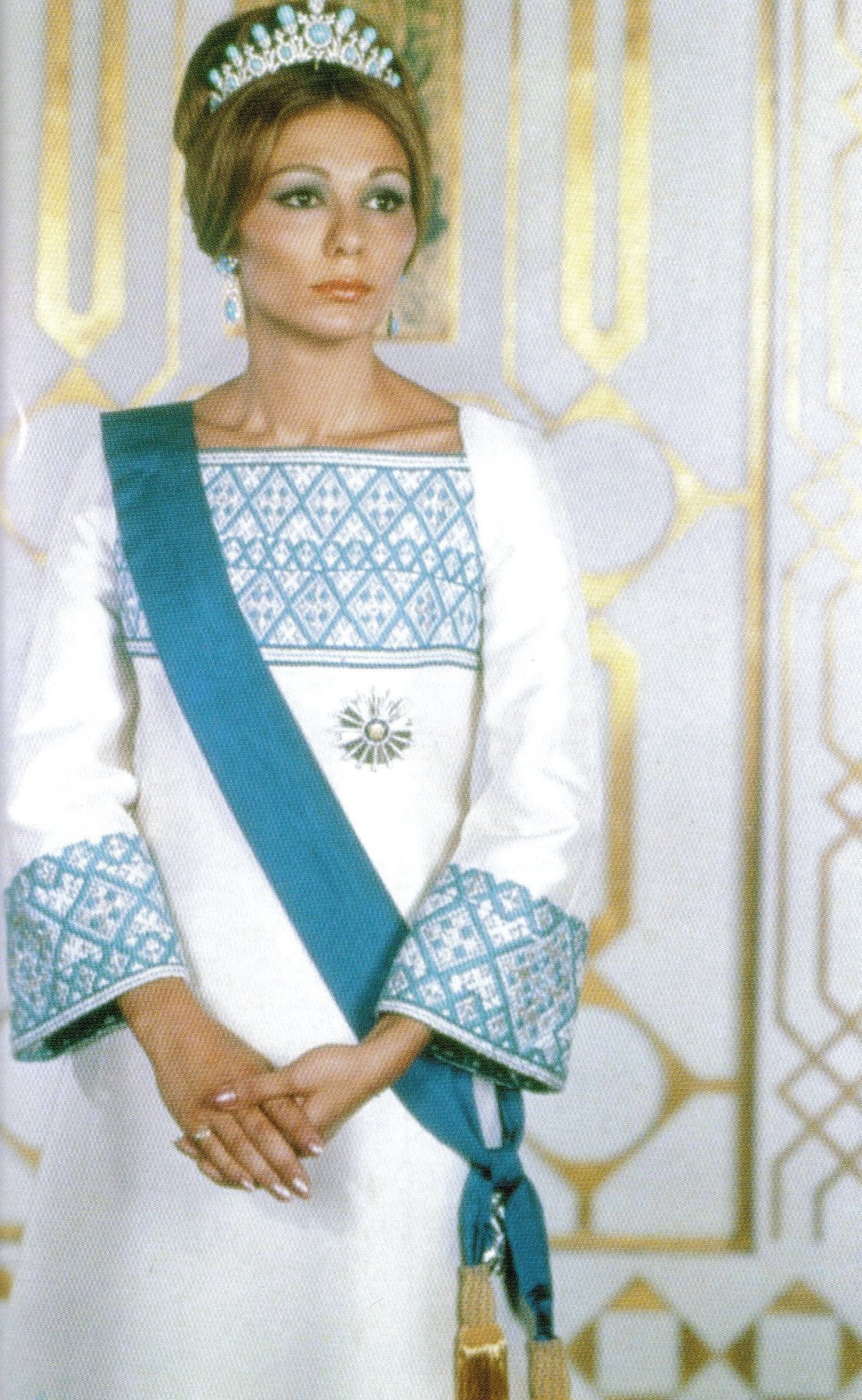
لباس فرح پهلوی سوزن دوزی بلوچی کار مهتاب نوروزی
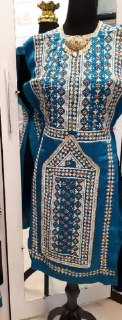
لباس سوزن‌دوزی بلوچی
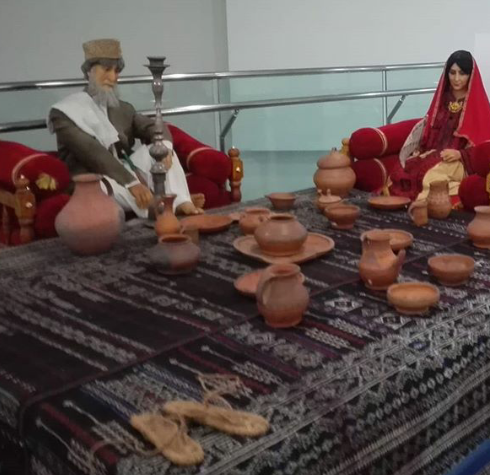
زن ومرد بلوچ، موزه جنوب شرق در زاهدان

## زیورآلات
زیورآلاتی بلوچی برای سر و مو، گوش، دست و پا استفاده می‌شود.

### سر و مو
مودیگ استوانه یا خمره ای از جنس نقره که از دو طرف سوراخ داشته و منقوش به طرح ماده، ستاره، شاخ و برگ بوده و آن‌ها را چون دانه‌های تسبیح در موی بافته شده سر می‌کشند و دو رشته موی بافته شده را به هم متصل کرده به پشت سر می‌اندازند. تعداد آن‌ها بیست تا بیست و چهار عدد می‌باشد.
سر مودی برای اتصال دو رشته موی بافته شده به کار می‌رود.
کید به صورت چنگک جهت نگه داشتن گوش واره‌ها (دُرّها) وجود دارد تا سنگینی آن‌ها باعث پاره شدن نرمه گوش نگردد.
شَمشه مان قطعه ای است که از وسط فرق سر بر روی پیشانی آویزان نمود.
چنگک یا چانک گیره کوچک مخصوصی است از جنس طلا یا نقره که به وسیله نخی گوشواره‌ها را به موهای سر محکم می‌کند.
چکّا یا سنجاک سر قطعه طلایی است به صورت نیم دایره تراشکاری شده و مزیّن به نگین‌های فیروزه، مروارید و الماس به صورت سنجاق سینه که با گیره و حلقه ای در یک طرف سر روی موها محکم می‌شود.
پور زیوری است که آن را به وسیله گیره ای که متصل به موهاست، بالای چشم‌ها آویزان می‌کنند.
چلمب قطعه ای است گنبدی شکل از طلا که با مهره‌هایی چون مروارید، فیروزه و یاقوت به جای گوش واره با حلقه یا گیره ای درکنار گوش و در انتهای کید آویزان می‌شود.

### زیورآلات گوش
در(dor)، گوشواره است و انواع مختلفی دارد: نالگ، چلمپ، دربجه، والی، باری، تک، پوللوگ.
جومکا یا جومکه گوش واره ای با نگین‌های یاقوت به سبک گوش واره هندی‌ها که یک جفت است.
کرتی یا بادی دور تا دور گوش را می‌گیرد و زنجیر آن به طرف پایین آویزان می‌گردد.
نالک گوش واره ای است از جنس طلا به شکل هلال ماه که در وسط آن نگین الماس یا یاقوت یا فیروزه نصب شده است.

### زیورآلات بینی
تاسنی یا سنجاک (سنجاق) به شکل یک نیم دایره دندانه دار با برگ‌های نازک طلایی در حاشیه و نگین‌های فیروزه و یاقوت بر سطح آن است و در چاک جلوی پیراهن را در قسمت سینه می‌بندند.
کپکو یک نوع گلوبند است، معمولاً پانزده عدد از این قطعات طلا روی تکه پارچه سیاه رنگی به اندازه دور گردن دوخته می‌شوند.
مورت گردنبندی است که به گردن بسته می‌شود؛ گاهی هم به تنهایی مور استفاده قرار می‌گیرد.
تکّ یا ردوی سینه ریزی است که قطعات آن به شکل سکّه کامل یا ماه کامل است و از گردن می‌آویزند.
کجکول (کشکول) از جنس طلا که قطعات ریزی به شکل بادام‌های کوچک در سرتاسر گردنبند وجود دارد.
سرزیهی یا سرجیگیزیه یا جیگ به معنای جلو پیراهن (پیش سینه) است که با یک سنجاق به سینه آویزان می‌شود.
روچ (خورشید) زیوری است که اغلب در زیر ماه (تک) روی سینه آویخته می‌شود.

### زیورآلات دست
چلّه یا مندریکانگشتری است از جنس نقره یا طلا که با ظرافت خاصی تراش کاری و مزیّن به انواع نگین‌های یاقوت، فیروزه، عقیق و… می‌شود.
پنجه یا پنجه ای دو تا پنج انگشتر از طلا که هر انگشتر به زنجیری متصل بوده و این قطعه توسط زنجیری به یک دستبند متصل و دور مچ دست محکم می‌شود.
چودی (دستبند) دستبند پهنی است از جنس نقره یا طلا، که توسط قفلی باز و بسته می‌شود.
گبّ (النگو) النگوی نقره ای که در دست می‌کنند.
دستونک روی مچ دست بسته می‌شود.
سنگه یا سنگو النگویی از نقره و توخالی که در داخل آن سنگ ریزه یا ماش یا گلوله‌های خیلی ریز فلزی می‌ریزند تا هنگامی که دست حرکت می‌کند، صدا کند. این زیور بالای آرنج قرار می‌گیرد.
باهوبند (بازوبند) باهوبند زیوری از جنس نقره و توخالی که داخل آن نیز، سنگ ریزه می‌ریزند ولی دو سر آن به هم وصل نیست.

### زیورآلات پا
کندگو حلقه‌های ساده مارپیچ یا جدا از هم دو انگشت کناری انگشت شست پا می‌کردند.
پادیگ پای به شکل حلقه ای از طلا یا نقره که در پای کنند.
پازیب ا به اندازه دور مچ پا که دور تا دور این زنجیر قطعات برگ مانندی آویزان است و به وسیله دو گیره که در هم محکم می‌شوند به مچ پا محکم می‌گردد.

### گردنبندها و سینه ریزها
پلوه زیوری طلایی که در غضروف بین دو سوراخ بینی قرار می‌گیرد.
پلّک با گیره ای در سوراخ پرّه بینی قرار می‌گیرد.
لاتینی یا تاج پولی زنجیری از جنس طلا که از وسط پیشانی یا از کنار صورت از میان چشم و گوش به طرف سر برده و به موها متصل می‌کردند.
لرزوک یا پلّک لرزوکی نوعی زنجیرهایی که روی پرّه بینی قرار گرفته می‌شود.

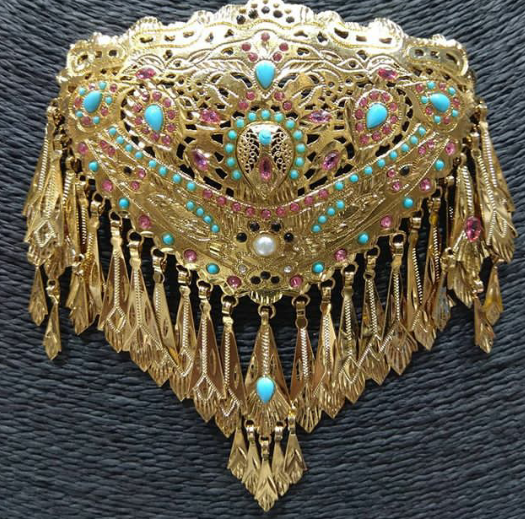
سینه ریزدر زبان محلی سنجاک یا تاسنی گفته می‌شود.
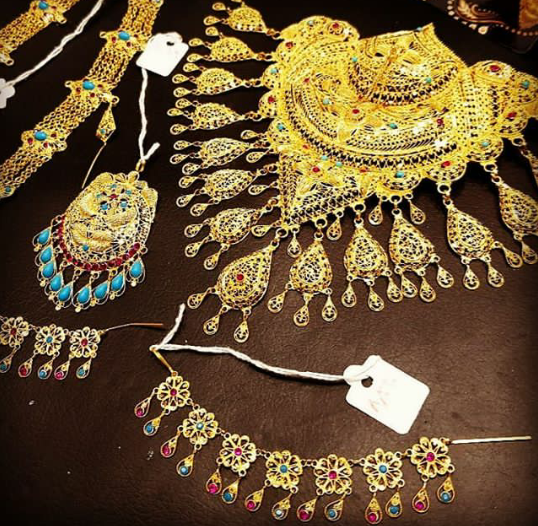
زیورآلات بلوچی
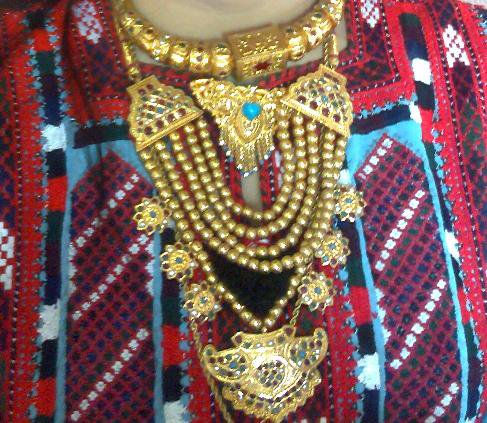
جواهرات بلوچی
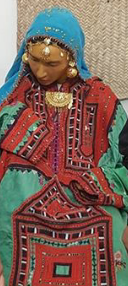
زن بلوچ با زیورآلات بلوچی
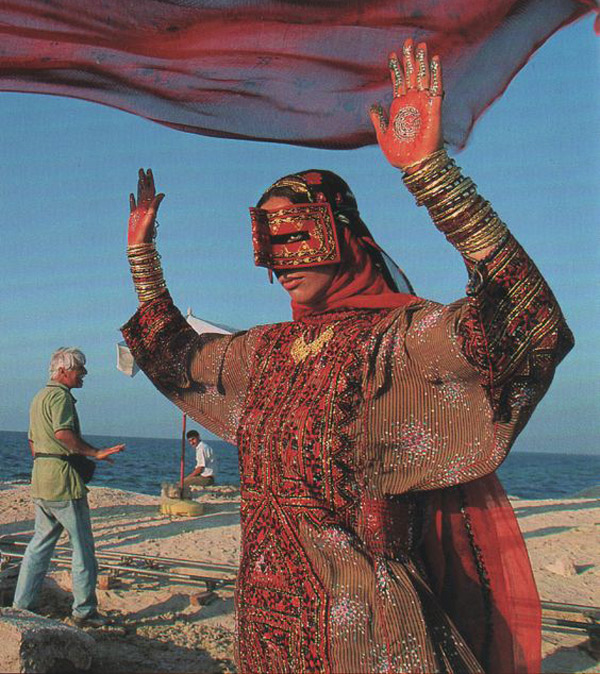
زن بلوچ با جواهرات بلوچی
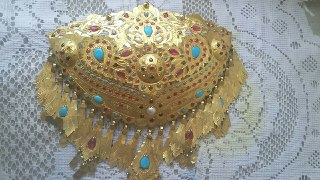
سینه ریز بلوچی

## کفش و کیف بلوچی
کتوک نام یکی از پاپوش‌های مردان است که کف آن از چوب تشکیل شده و بندهایی از جنس پشم دارد.
سواس و پوزار، همان «پاافزار» کفشی که با برگ خرمای وحشی می‌بافند.
سواس را از برگ درختچه خودرو بیابانی به نام داز یا از پورگ که برگش بهتر و با دوام تر است می‌بافند.
کرف نوعی جوراب بافته شده از موی بز یا پشم گوسفند است که در زمستان مردان بلوچ می‌پوشند.
نوک کفش‌ها به طرف بالا برگشته است و اهالی عقیده دارند که این کفش‌ها راه رفتن آن‌ها را راحت‌تر می‌کند.
بلوچ‌ها کفش‌هایی به نام چوات (کفش سنتی) نیز می‌پوشند که در بلوچستان پاکستان یک صنعت خانگی بزرگ محلی محسوب می‌شود.

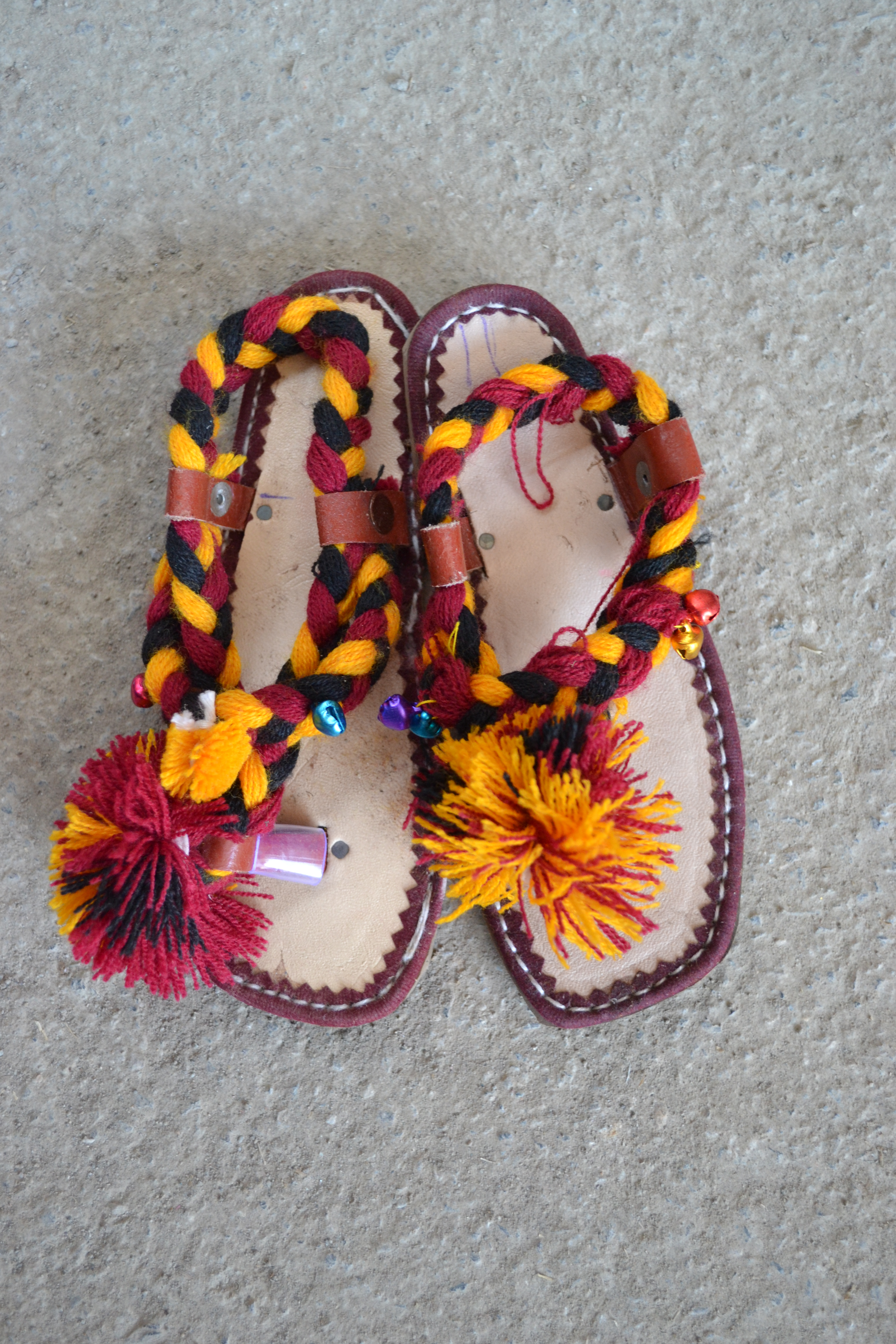
کفش بلوچی
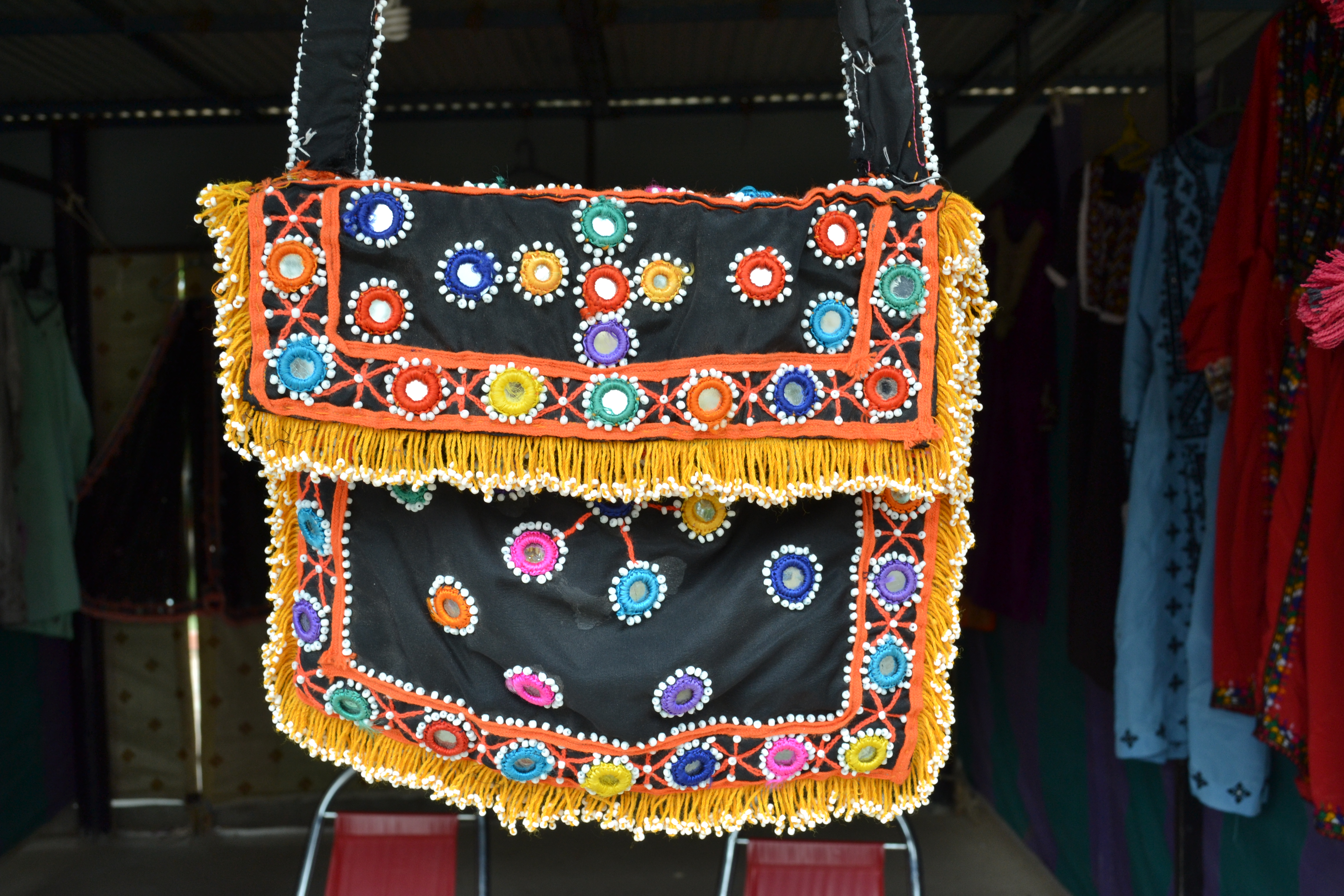
کیف بلوچی
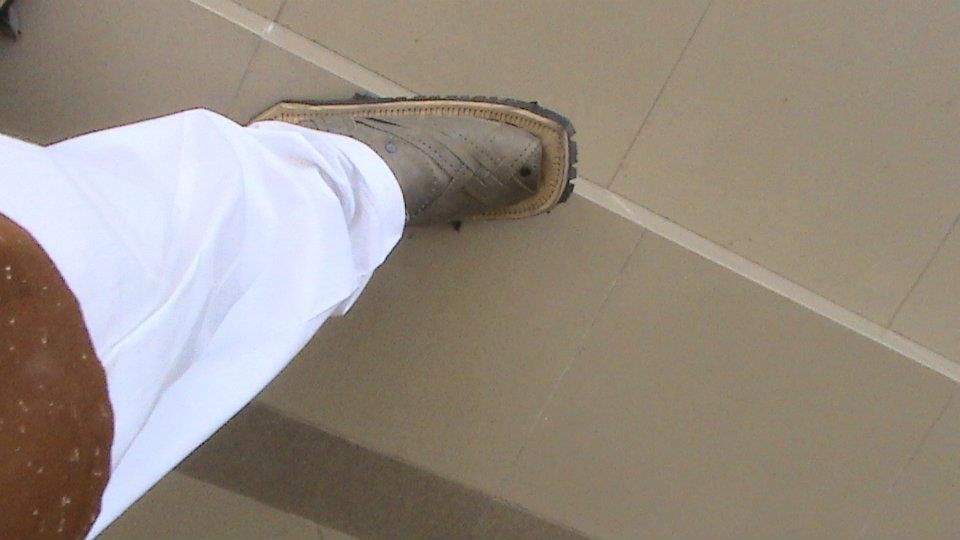
کفش بلوچی یا چاوات

## ثبت ملی
پوشاک بلوچی با عنوان «پوچ مولکی کوم بلوچ، مهارت تهیه پوشاک بلوچ‌ها» به شماره ۱۲۶۷ در فهرست آثار ملی کشور به ثبت رسیده است.